# Hästspårvagn nr 12

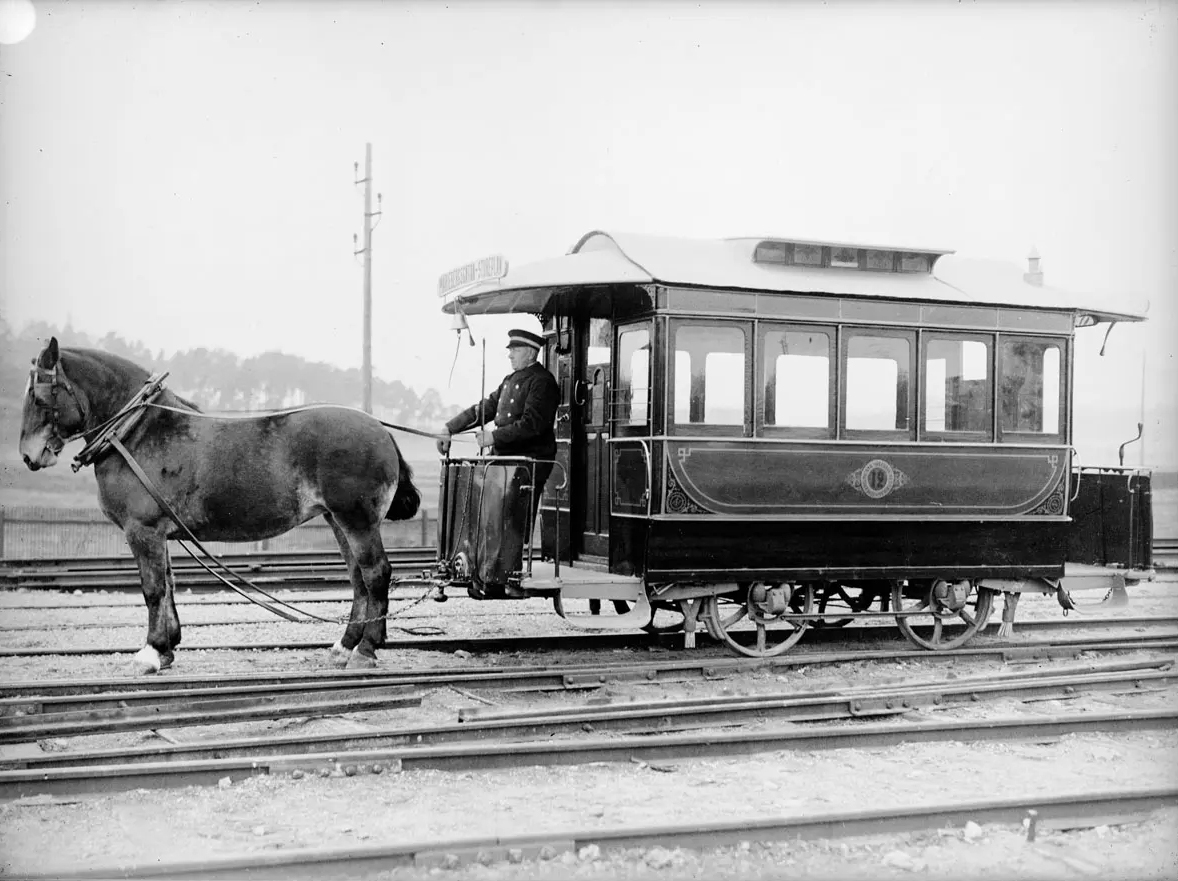
Hästspårvagn nr 12

Hästspårvagn nr 12 är en svensk täckt hästspårvagn för anspänning med, ursprungligen, en häst.
Spårvagnen tillverkades av AB Atlas i Stockholm för Stockholms Nya Spårvägsaktiebolag 1877. Den ombyggdes 1900–02 för att dras av två hästar. Den togs ur reguljär trafik år 1900 och var det första föremålet i spårvägsmuseets samlingar. Hästspårvagn nr 12 körde för sista gången i reguljär trafik den 10 februari 1905, då anspänd med de två hästarna Drott och Vivi. Det senaste tillfället då spårvagnen rullade med trafikanter var sommaren 1962 vid Stockholms spårvägars 85-årsjubileum.
Spårvagnen ingår i Stockholms spårvägsmuseums samlingar, från 2022 lokaliserat till Värtan i Stockholm (59°21′29.20″N 18°05′30.85″Ö / 59.3581111°N 18.0919028°Ö). Den ställdes ut i spårvägsmuseets första lokaler på Tulegatan vid museets invigning 1944. Den stod från 1964 och fram till 1990-talet på perrongen på tunnelbanestation Odenplan ovanpå nedgången till den dåvarande museilokalen.